# گروه G جام جهانی فوتبال ۲۰۱۸

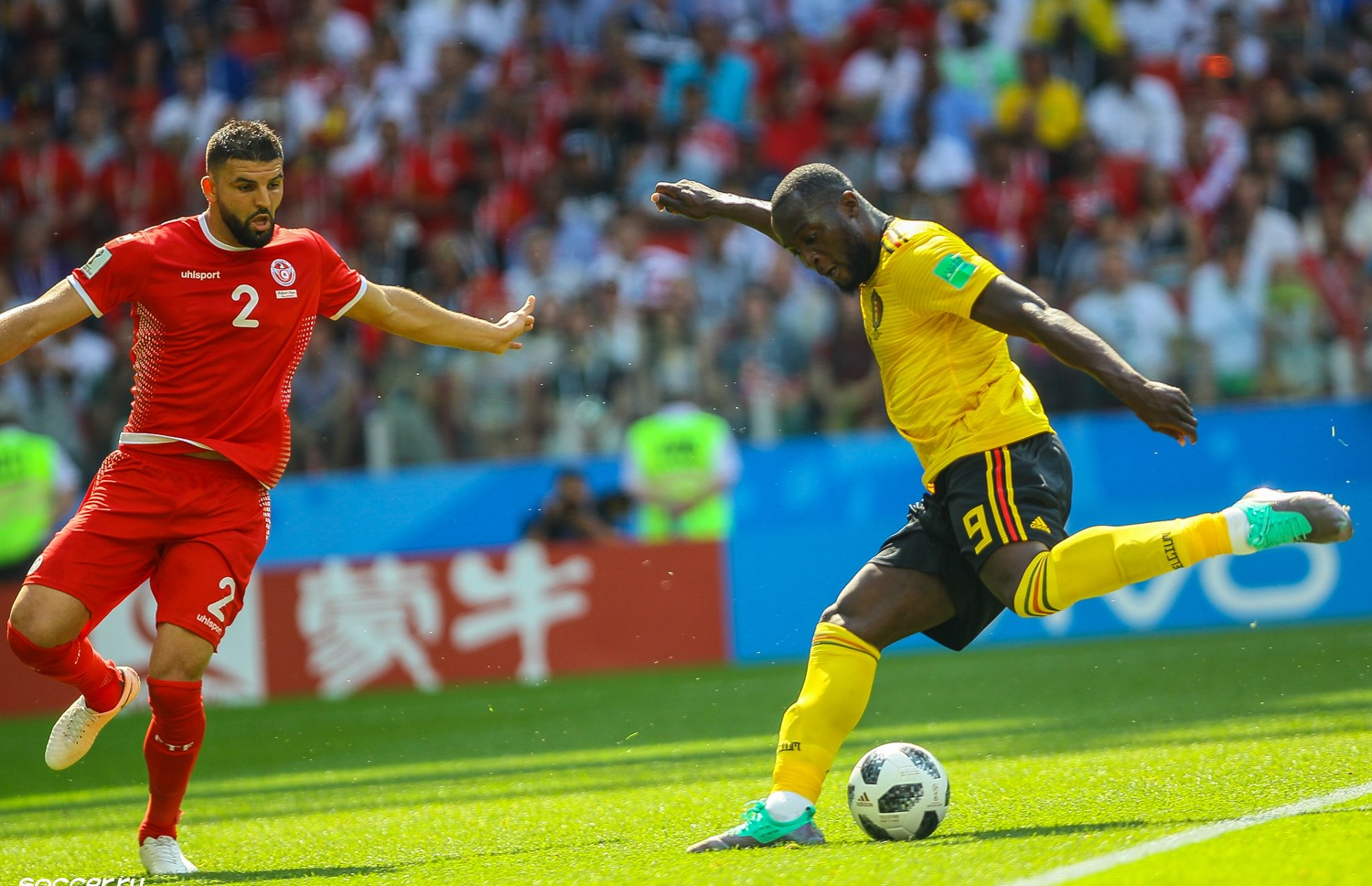
نبرد بلژیک و تونس از مسابقات گروه G

مسابقات گروه G جام جهانی فوتبال ۲۰۱۸ از ۱۸ تا ۲۸ ژوئن ۲۰۱۸ برگزار خواهد شد. این گروه شامل تیم‌های پاناما، بلژیک، تونس و انگلستان است. دو تیم برتر به مرحله یک شانزدهم نهایی صعود می‌کنند.